# تپه ملیج گاله
تپه ملیج گاله مربوط به دوران‌های تاریخی پس از اسلام است و در شهرستان نکا، بخش مرکزی، روستای ملیج گاله واقع شده و این اثر در تاریخ ۱ مهر ۱۳۸۲ با شمارهٔ ثبت ۱۰۲۹۷ به‌عنوان یکی از آثار ملی ایران به ثبت رسیده است.